# Vonhausen
Vonhausen ist ein Stadtteil von Büdingen im hessischen Wetteraukreis am Büdinger Wald und liegt unmittelbar an der Grenze zum südlich gelegenen Main-Kinzig-Kreis.

## Geografie
Vonhausen liegt vier Kilometer südlich von Büdingen. In Ortsnähe entspringt der Fallbach, der sich in südlicher Richtung bis nach Hanau windet und dort in die Kinzig mündet.

## Geschichte

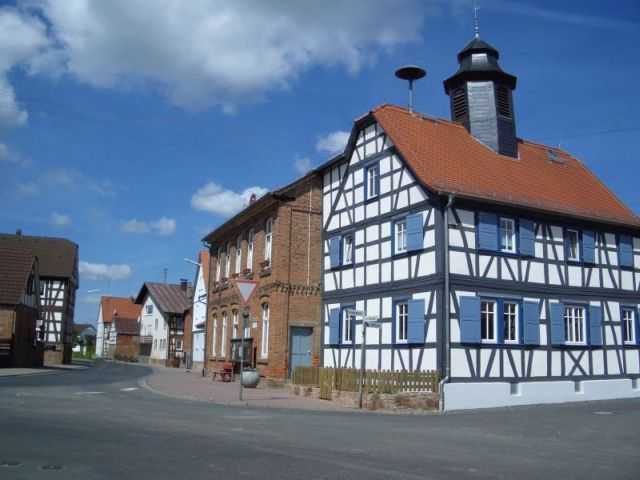
Die alte Schule und die Hauptstraße (links) in Vonhausen

### Ortsgeschichte
Die älteste bekannte schriftliche Erwähnung von Vonhausen erfolgte unter dem Namen Vonhaussen im Jahr 1261.
Weitere Erwähnungen erfolgten unter den Ortsnamen (in Klammern das Jahr der Erwähnung): Vaenhusen (1276) und Fahenhusen (1380).
Der Ort befand sich ursprünglich im Besitz der Grafen von Weilnau und kam erst später an Isenburg-Büdingen. Unmittelbar am Eingang in den Büdinger Reichswald gelegen, kam dem Ort als Rastplatz erhöhte Bedeutung zu.
Vonhausen wurde erstmals urkundlich am 2. August 1261 als Vonhaussen erwähnt. Propst und Konvent des Klosters Konradsdorf verkauften den Nonnen zu „Haug“ Güter in Vonhausen. Außerdem tauschten die Mönche die Mühle zu Wolf gegen Güter zu Lorbach.
Im Jahr 1276 verlieh König Rudolf I. dem Grafen Heinrich von Weilnau ein Gelnhäuser Burglehen. Er setzte als Pfand dafür u. a. Einkünfte aus dem königlichen Zoll zu Gelnhausen und „Vaenhusen.“
Ende des 16. Jahrhunderts kam es zu gemeinsamen Einrichtungen mit dem südöstlich unmittelbar an die heutige Gemarkungsgrenze anliegenden (ebenfalls isenburgischen) Ort Hain-Gründau (dieser hatte weiter gemeinsame Einrichtungen mit seinem Nachbarort Gettenbach).
Diebach am Haag, Lorbach und Vonhausen bildeten das Kirchspiel auf dem („Haugk“) Haag. Fortsetzung siehe unter Evangelische Kirche Herrnhaag.
Hessische Gebietsreform (1970–1977)
Zum 31. Dezember 1971 wurde die bis dahin selbständige Gemeinde Vonhausen im Zuge der Gebietsreform in Hessen auf freiwilliger Basis als Stadtteil in die Stadt Büdingen eingegliedert. Für Vonhausen wurde ein Ortsbezirk errichtet.

### Verwaltungsgeschichte im Überblick
Die folgende Liste zeigt die Staaten und Verwaltungseinheiten, denen Vonhausen angehört(e):
- vor 1806: Heiliges Römisches Reich, Grafschaft Isenburg-Büdingen, Amt Büdingen
- ab 1806: Fürstentum Isenburg (Rheinbund),[Anm. 2] Amt Büdingen
- ab 1813: Generalgouvernement Frankfurt,[Anm. 3] Amt Büdingen
- ab 1815: Kaisertum Österreich,[Anm. 4] Amt Büdingen
- ab 1816: Großherzogtum Hessen (Souveränitätslande),[Anm. 5] Provinz Oberhessen, Amt Büdingen[14] (zur Standesherrschaft Isenburg gehörig)
- ab 1822: Großherzogtum Hessen, Provinz Oberhessen, Landratsbezirk Büdingen[15][Anm. 6]
- ab 1848: Großherzogtum Hessen, Regierungsbezirk Nidda
- ab 1852: Großherzogtum Hessen, Provinz Oberhessen, Kreis Büdingen
- ab 1867: Norddeutscher Bund, Großherzogtum Hessen, Provinz Oberhessen, Kreis Büdingen
- ab 1871: Deutsches Reich, Großherzogtum Hessen, Provinz Oberhessen, Kreis Büdingen
- ab 1918: Deutsches Reich, Volksstaat Hessen, Provinz Oberhessen, Kreis Büdingen
- ab 1938: Deutsches Reich, Volksstaat Hessen, Landkreis Büdingen[16][Anm. 7]
- ab 1945: Deutsches Reich, Amerikanische Besatzungszone, Groß-Hessen,[Anm. 8] Regierungsbezirk Darmstadt, Landkreis Büdingen
- ab 1946: Deutsches Reich, Amerikanische Besatzungszone, Hessen, Regierungsbezirk Darmstadt, Landkreis Büdingen
- ab 1949: Bundesrepublik Deutschland, Hessen, Regierungsbezirk Darmstadt, Landkreis Büdingen
- ab 1972: Bundesrepublik Deutschland, Hessen, Regierungsbezirk Darmstadt, Wetteraukreis, Stadt Büdingen

## Bevölkerung
Einwohnerstruktur 2011
Nach den Erhebungen des Zensus 2011 lebten am Stichtag, dem 9. Mai 2011, in Vonhausen 1080 Einwohner. Darunter waren 45 (4,2 %) Ausländer.
Nach dem Lebensalter waren 225 Einwohner unter 18 Jahren, 519 zwischen 18 und 49, 198 zwischen 50 und 64 und 138 Einwohner waren älter.
Die Einwohner lebten in 429 Haushalten. Davon waren 126 Singlehaushalte, 117 Paare ohne Kinder und 150 Paare mit Kindern, sowie 33 Alleinerziehende und 6 Wohngemeinschaften. In 86 Haushalten lebten ausschließlich Senioren und in 321 Haushaltungen lebten keine Senioren.
Einwohnerentwicklung
| Vonhausen: Einwohnerzahlen von 1834 bis 2022 | Vonhausen: Einwohnerzahlen von 1834 bis 2022 | Vonhausen: Einwohnerzahlen von 1834 bis 2022 | Vonhausen: Einwohnerzahlen von 1834 bis 2022 | Vonhausen: Einwohnerzahlen von 1834 bis 2022 |
| --- | -------------------------------------------- | -------------------------------------------- | -------------------------------------------- | -------------------------------------------- |
| Jahr |                                              |                                              |                                              | Einwohner                                    |
| 1834 | 1834                                         |                                              | 445                                          | 445                                          |
| 1840 | 1840                                         |                                              | 473                                          | 473                                          |
| 1846 | 1846                                         |                                              | 518                                          | 518                                          |
| 1852 | 1852                                         |                                              | 460                                          | 460                                          |
| 1858 | 1858                                         |                                              | 454                                          | 454                                          |
| 1864 | 1864                                         |                                              | 459                                          | 459                                          |
| 1871 | 1871                                         |                                              | 494                                          | 494                                          |
| 1875 | 1875                                         |                                              | 483                                          | 483                                          |
| 1885 | 1885                                         |                                              | 507                                          | 507                                          |
| 1895 | 1895                                         |                                              | 483                                          | 483                                          |
| 1905 | 1905                                         |                                              | 521                                          | 521                                          |
| 1910 | 1910                                         |                                              | 533                                          | 533                                          |
| 1925 | 1925                                         |                                              | 546                                          | 546                                          |
| 1939 | 1939                                         |                                              | 546                                          | 546                                          |
| 1946 | 1946                                         |                                              | 794                                          | 794                                          |
| 1950 | 1950                                         |                                              | 772                                          | 772                                          |
| 1956 | 1956                                         |                                              | 711                                          | 711                                          |
| 1961 | 1961                                         |                                              | 718                                          | 718                                          |
| 1967 | 1967                                         |                                              | 809                                          | 809                                          |
| 1970 | 1970                                         |                                              | 811                                          | 811                                          |
| 1980 | 1980                                         |                                              | ?                                            | ?                                            |
| 1990 | 1990                                         |                                              | 779                                          | 779                                          |
| 2000 | 2000                                         |                                              | 1.057                                        | 1.057                                        |
| 2011 | 2011                                         |                                              | 1.080                                        | 1.080                                        |
| 2014 | 2014                                         |                                              | 1.089                                        | 1.089                                        |
| 2022 | 2022                                         |                                              | 1.113                                        | 1.113                                        |
| Datenquelle: Historisches Gemeindeverzeichnis für Hessen: Die Bevölkerung der Gemeinden 1834 bis 1967. Wiesbaden: Hessisches Statistisches Landesamt, 1968. Weitere Quellen: LAGIS; Stadt Büdingen; Zensus 2011 |                                              |                                              |                                              |                                              |

Historische Religionszugehörigkeit
| • 1961: | 592 evangelische (= 82,45 %), 118 katholische (= 16,43 %) Einwohner |

## Politik
Für Vonhausen besteht ein Ortsbezirk (Gebiete der ehemaligen Gemeinde Vonhausen) mit Ortsbeirat und Ortsvorsteher nach der Hessischen Gemeindeordnung.
Der Ortsbeirat besteht aus fünf Mitgliedern. Bei den Kommunalwahlen in Hessen 2021 betrug die Wahlbeteiligung zum Ortsbeirat 46,03 %. Alle Kandidaten gehörten der „Bürgerliste Vonhausen“ an. Der Ortsbeirat wählte Peter Wiedenhöfer zum Ortsvorsteher.

## Kulturdenkmäler
Siehe: Liste der Kulturdenkmäler in Vonhausen

## Verkehr
Die Bundesstraße 457 verläuft direkt östlich am Ort vorbei, hat aber eine etwa 300 Meter lange Anbindung zum Dorf.
Am Ortsrand führt der Rad- und Wanderweg Hohe Straße von Büdingen nach Frankfurt.

## Söhne und Töchter des Ortes
- Heinrich Weinel (* 28. April 1874 in Vonhausen; † 29. September 1936 in Jena), evangelisch-lutherischer Neutestamentler. Zitat: Nein, nichts ist deutlicher, als daß Jesus gar nicht daran gedacht hat, eine Kirche zu gründen.